# Мебиса

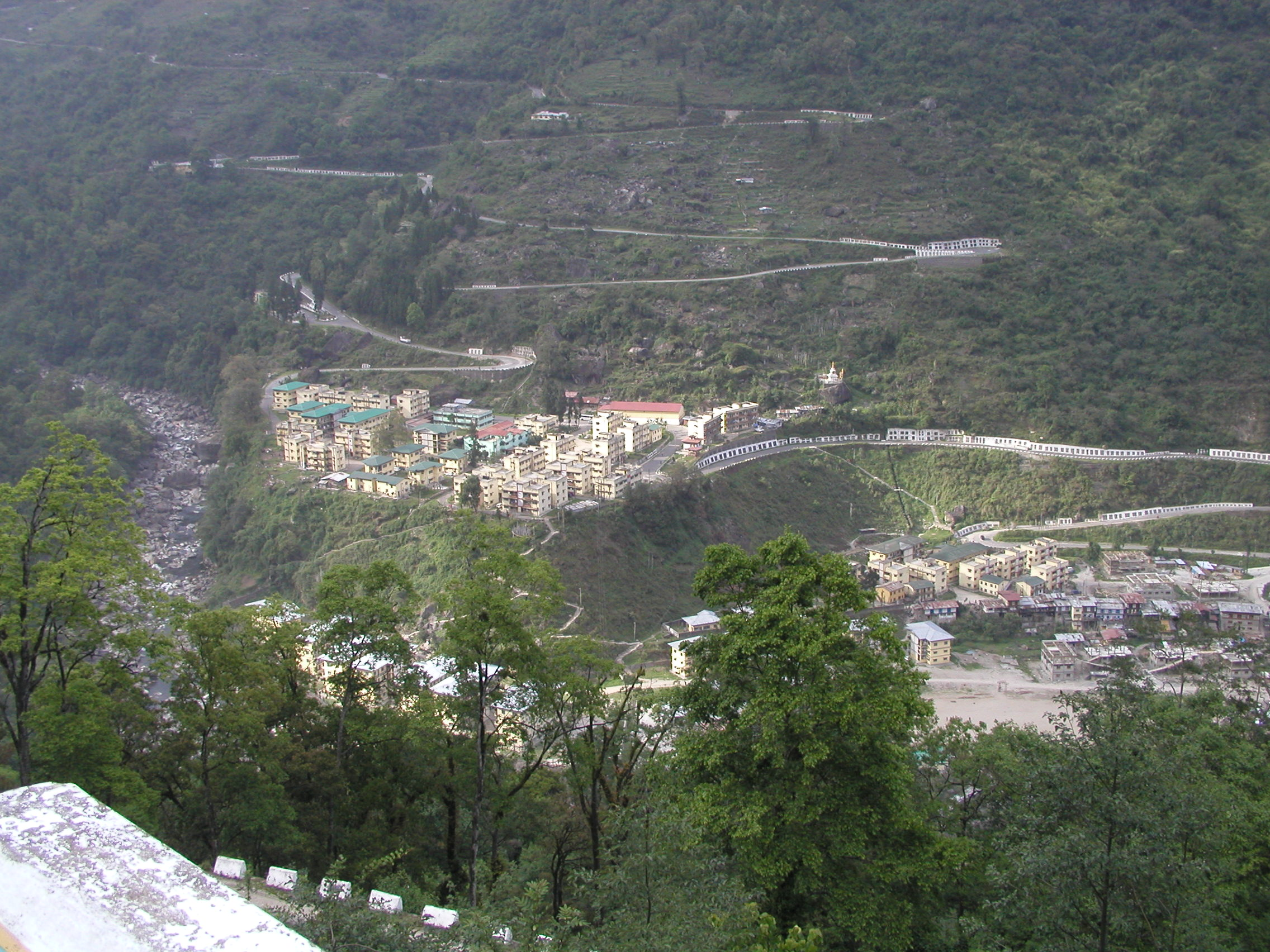
Вид на город Мебиса

Мебиса (дзонг-кэ མེ་སྦི་ས་; бывшие названия Чукха, или Чхукха, англ. Chhukha) — город в Бутане, находится в дзонгкхаге Чукха.
Город расположен на реке Вангчу (англ. Wangchu). Население города составляет 2855 человек (перепись 2005 г.), а по оценке 2012 года — 3325 человек.
Мебиса неформально считается деловой и финансовой столицей Бутана — здесь расположены важнейшие банки, фирмы и корпорации. Около города — две гидроэлектростанции, обеспечивающие страну электроэнергией.